# 莫奈·尼科尔斯
莫奈·尼科尔斯（英語：Monae' Nichols，1998年11月24日—），美国女子田径运动员，2022年NCAA第一级别室内田径锦标赛女子跳远银牌得主、2024年全国室内田径锦标赛女子跳远铜牌得主、2024年世界室内田径锦标赛女子跳远银牌得主。